# Hermann von Thile
Karl Hermann von Thile (Berlin, 19. prosinca 1812. — Berlin, 26. prosinca 1889. ) bio je njemački diplomat, prvi ministar vanjskih poslova Njemačke, i predsjednik ministarstva vanjskih poslova Njemačke (21. ožujka 1871. – 30. rujna 1872).
Postao je diplomat u Kraljevini Pruskoj 1837., i službovao je u Rimu, Bernu, Beču i Londonu, prije nego što je imenovan izaslanikom u Rimu 1854., naslijedivši na tom mjestu Christiana Karla Josiasa von Bunsena. Zamjenik sekretara ministra vanjskih poslova u Pruskiji postaje 1862. godine.
Kao državni sekretar, imao je manje ovlasti o vanjskoj politici od kancelara Otta von Bismarcka.